# آرتیدا
آرتیدا (به اسپانیایی: Artieda) یک دهستان در اسپانیا است که در استان ساراگوسا واقع شده‌است. آرتیدا ۱۳ کیلومتر مربع مساحت و ۱۰۷ نفر جمعیت دارد.